# Ефира
Ефира је у грчкој митологији била нимфа, епонимна хероина града Ефираје, касније назван Коринт, јер се она прва настанила у њему.

## Митологија
Била је највероватније Океанида, која је симболисала залихе свеже воде у свом граду. Била је супруга (или можда кћерка) Епиметеја, а можда и Мирмега (или Мирмека).

## Друге личности
- У Хомеровој „Одисеји“ и према Еустатију, Мермерова кћерка се звала Ефира.[3]
- Хигин ју је навео као једну од Нереида.[4]